# Гордон Байнаї
Гордон Дьордь Байнаї (угор. Bajnai György Gordon, нар. 5 березня 1968, Сегед) — угорський державний і політичний діяч. Прем'єр-міністр Угорщини з 14 квітня 2009 року по 29 травня 2010 рік. До цього з 2008 по 2009 рік обіймав посаду міністра національного розвитку і економіки Угорщини, з 2007 по 2008 рік був міністром місцевого самоврядування та регіонального розвитку, з 2006 по 2007 рік очолював Національне агентство з розвитку. У 2006 році був головою ради директорів і президентом керуючої компанії міжнародного аеропорту Будапешта, з 2000 по 2005 рік був генеральним директором інвестиційної компанії Wallis Rt.

## Біографія
Гордон Байнаї народився 5 березня 1968 року в Сегеді, на півдні Угорської Народної Республіки, дитинство провів у Баї. Після закінчення школи Байнаї переїхав до Будапешта, де в 1987 році вступив на факультет міжнародних відносин Будапештського університету економічних наук імені Карла Маркса (угор. Marx Karoly Kozgazdasagtudomanyi Egyetem), пізніше університет був перейменований в Університет Корвіна (угор. Corvinus Egyetem). Байнаї не був активістом Ліги комуністичної молоді Угорщини (KISZ), він брав активну участь в молодіжній політиці, був головою студентської організації «Незалежне студентське відділення» і одного разу організував бойкот університетській їдальні, домігшись зниження вартості та поліпшення якості їжі. В університеті Байнаї познайомився з Ференцем Дюрчанем, який на той час був членом центрального комітету KISZ. Разом вони стали засновниками молодіжної організації «Нове покоління», яка проіснувала не довго. У 1991 році Банаї закінчив навчання в університеті зі ступенем бакалавра економіки.
Байнаї працював разом з Дюрчанем у фінансових компаніях Creditum Financial Consultant, а після стажування в Європейському банку реконструкції та розвитку в 1993 році — в компанії Eurocorp International Financial Inc. У 1995 році Байнаї був призначений спочатку керуючим директором, а потім заступником генерального директора брокерської компанії CA IB Securities, брав участь у підготовці виведення акцій низки компаній на біржу. У ті роки главою CA IB був майбутній глава Центрального банку Угорщини Андраш Сімор (угор. Andras Simor). З 2000 по 2005 рік Байнаї був генеральним директором інвестиційної компанії Wallis Rt, яку називали одним із спонсорів Соціалістичної партії Угорщини (MSZP). На цій посаді Байнаї отримав популярність як учасник скандалу про банкрутство птахофабрики Hajdu-Bet. Компанію Hajdu-Bet купила Wallis Rt ще в 1998 році. Після реструктуризації фабрика почала приносити прибуток, але її розорення в 2003 році в результаті кризи, що її викликала епідемія пташиного грипу, призвело до банкрутства низки інших підприємств зайнятих у галузі розведенні птиці. Байнаї заявляв, що основну частину збитків прийняла на себе Wallis Rt, і тим самим відкинув звинувачення в тому, що був причетний до кризи в галузі.
У цей же період Байнаї входив до ради директорів компаній Graboplast, Raba і ZWACK, з 2000 по 2006 рік входив до ради директорів Wallis Rt, в 2006 році був заступником голови ради директорів компанії. У першій половині 2006 року він був головою ради директорів і президентом керуючої компанії міжнародного аеропорту Будапешта, був членом економічної ради Університету Корвінуса.
У липні 2006 року прем'єр-міністр від Соціалістичної партії Ференц Дюрчань призначив позапартійного Байнаї главою угорського Національного агентства з розвитку. Байнаї став одним з авторів відхиленого проекту реформ, запропонованих Дюрчанем. У червні 2007 року Байнаї отримав портфель міністра місцевого самоврядування та регіонального розвитку, ставши одним з наймолодших членів кабінету міністрів Угорщини. У 2008 році, після того як ліберальна партія «Вільних демократів» покинула коаліцію з соціалістами, Байнаї залишився в уряді, його відомство було перейменовано в міністерство національного розвитку та економіки, основним завданням якого залишилося розподіл коштів виділених Європейським Союзом на інвестиційні проекти всередині країни.

## Голова уряду

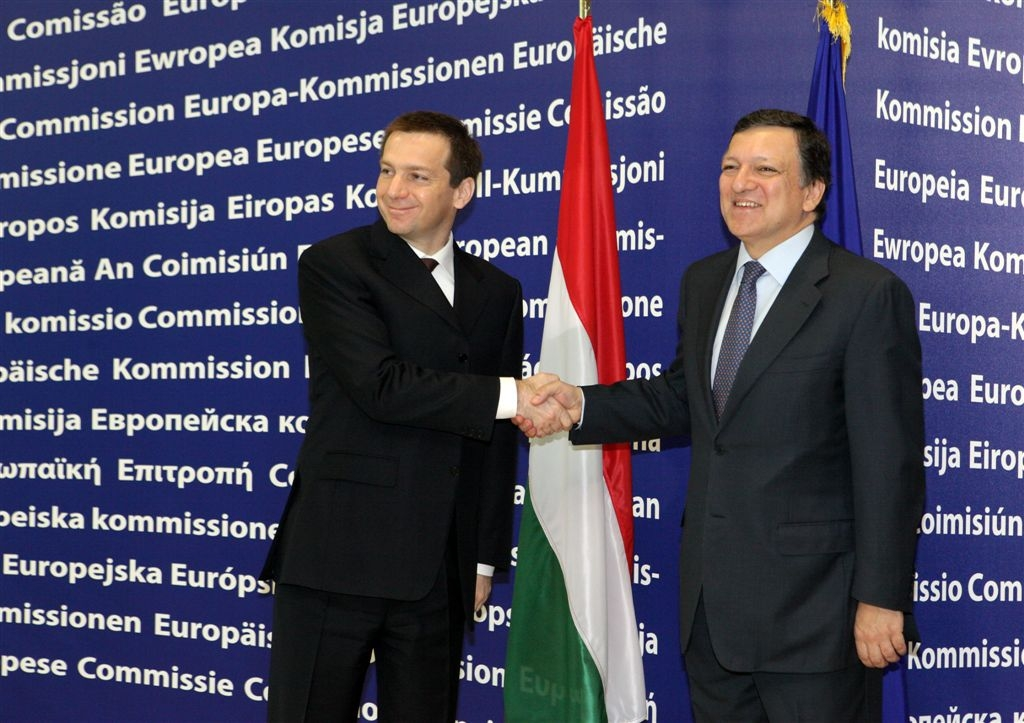
Гордон Байнаї з президентом Європейської комісії Жозе Мануелом Баррозу.

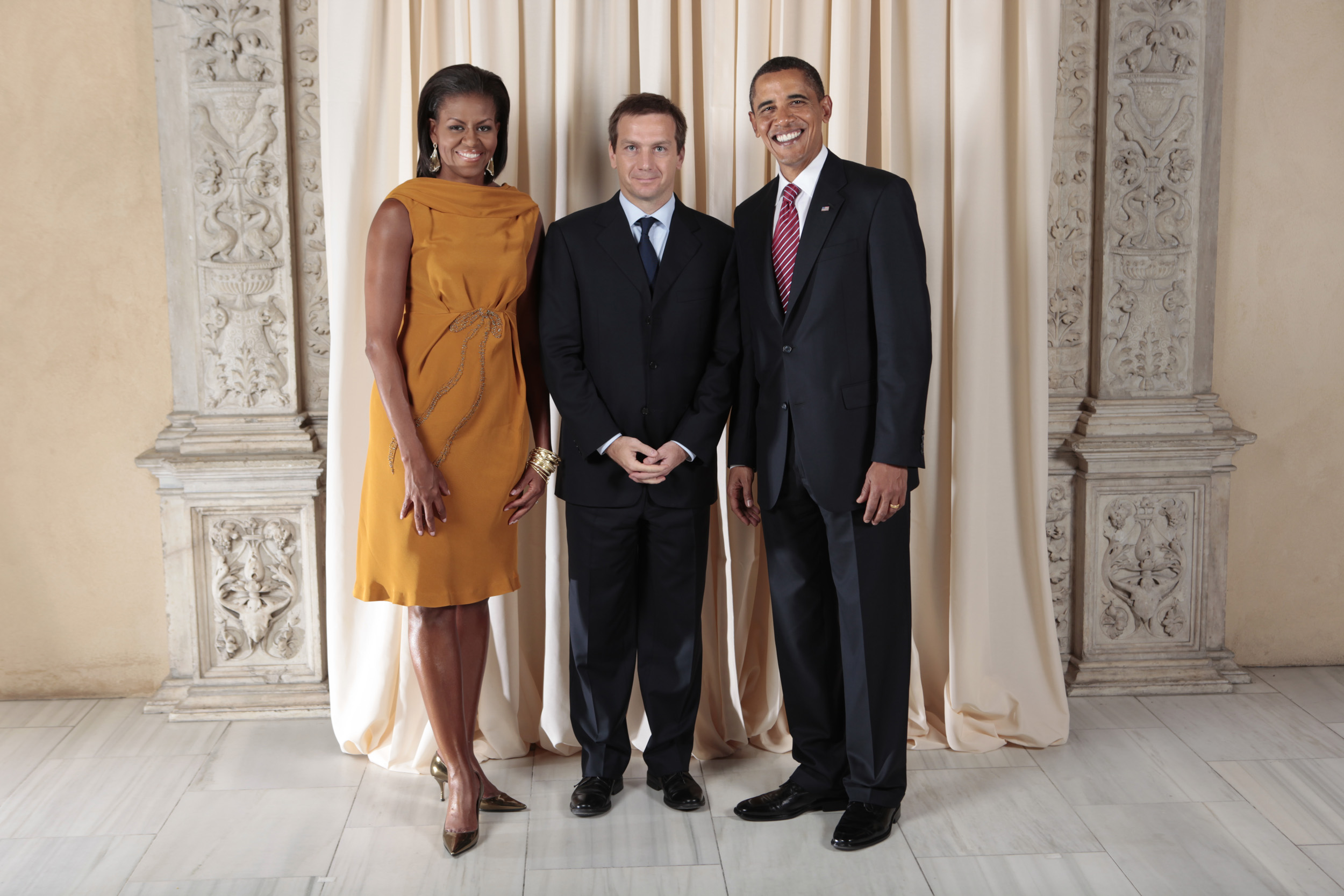
Гордон Байнаї з президентом США Бараком Обамою і його дружиною Мішель.

Через проблеми в економіці, викликані світовою економічною кризою, Угорщина була змушена взяти позику в розмірі 25 млрд американських доларів у Міжнародного валютного фонду. Рейтинг Дюрчаня на початку 2009 року виявився рекордно низьким і змусив його вже в березні оголосити про відставку з поста глави соціалістів і прем'єр-міністра країни. Як наступника Дюрчаня соціалісти і Вільні демократи погодилися на кандидатуру Байнаї. Байнаї вступив на посаду прем'єр-міністра країни 14 квітня 2009 року, відразу після голосування щодо недовірі Дюрчаню. Байнаї оголосив про те, що готовий вжити «болісні заходи» щодо стабілізації економіки країни, спрямовані на зниження податків і створення нових робочих місць. Він заявив про скорочення бюджетних витрат, зокрема, пенсійних виплат, і посилювання видачі дитячих посібників. Він пообіцяв ввести в країні євро. Після затвердеження нового уряду Байнаї призначив собі символічну зарплату в 1 форинт.
Призначення Байані було зустрінуте в країні неоднозначно: опозиційна консервативна партія Фідес — Угорський громадянський союз (Fidesz) назвала призначення Байнаї продовженням мандата уряду Дюрчаня, який вже втратив довіру народу. Опозиційна угорська преса дала Байнаї прізвисько Гусячий Гордон, бо «людина, що не впоралася з пташиної фірмою, не впорається і з кризою в країні». Ліберали назвали Байнаї «клоном» Дюрчаня, але проголосували за нього, щоб уникнути дострокових виборів, на яких мали досить низькі шанси набрати достатню кількість голосів. Половина міністрів старого кабінету зберегли в новому уряді свої портфелі. Призначення Байнаї призвело до масових заворушень, демонстрацій в столиці та інших містах країни.
Уряд Байнаї ставив собі за головну мету зменшення бюджетного дефіциту, для чого були істотно скорочені соціальні витрати і одночасно збільшений податок на додану вартість. Разом з тим в результаті податкової реформи була зменшено податкове навантаження на працівників з невисоким рівнем доходу, що повинно було стимулювати розвиток і збільшити частку легального ринку праці в країні. Опозиціонери з Фідес — Угорський громадянський союз критикували надто жорстку бюджетну політику Байнаї, вважаючи, що вона не дозволить домогтися достатнього зниження податків і шкодить розвитку економіки. Крім того, прем'єр-міністрові довелося долати опір з боку суспільства і правлячої Соціалістичної партії. Разом з тим світові експерти оцінили роботу уряду Байнаї як досить успішну, відзначивши її як вдалий приклад оздоровлення економіки країни, що постраждала від світової фінансової кризи. Протягом 6 місяців витрати бюджету були скорочені на 5 %, преса відзначала відновлення довіри до економіки Угорщини з боку кредиторів.
На парламентських виборах у квітні 2010 року Байнаї відмовився балотуватися в прем'єр-міністри від Соціалістичної партії. Після перемоги партії Фідес новим главою уряду Угорщини став Віктор Орбан (угор. Viktor Orban).

## Нагороди
У 2003 році Байнаї отримав премію «Молодий менеджер року», в 2006 році був нагороджений угорським орденом «за заслуги» за внесок у розвиток культури підприємництва в країні.

## Родина і особисте життя
Байнаї батько двох дітей. Він захоплюється футболом, грав воротарем в команді четвертого угорського дивізіону 43-rd Epitok, але через роботу в уряді востаннє брав участь у змаганнях у жовтні 2008 року.